# جوش فالنتاين
جوش فالنتاين (بالإنجليزية: Josh Valentine)‏ هو لاعب اتحاد الرغبي أسترالي، ولد في 22 فبراير 1983 في نيوكاسل في أستراليا.

## وصلات خارجية
- جوش فالنتاين عل موقع إسبنسكروم (الإنجليزية)
- جوش فالنتاين على موقع ItsRugby.co.uk (الإنجليزية)